# Скалон, Владимир Евстафьевич
Влади́мир Евста́фьевич Скало́н (28 ноября 1872 — 29 ноября 1917, Брест) — русский генерал-майор, военный специалист на мирных переговорах в Брест-Литовске. В ходе переговоров 29 ноября застрелился.

## Биография
Православный. Из дворян Могилёвской губернии. Отец — эстляндский губернатор Евстафий Николаевич Скалон (1845—1902), мать — Александра Яковлевна Эйлер (1853—1911). Потомок знаменитого математика Леонарда Эйлера.
Окончил Пажеский корпус (1892, 1-й в выпуске, имя занесено на мраморные доски), был выпущен подпоручиком в Семёновский лейб-гвардии полк, позднее окончил Николаевскую военную академию (1898, по 1-му разряду с отличием).
Чины: подпоручик (1892), поручик (1896), штабс-капитан гвардии с переименованием в капитаны ГШ (1898), подполковник (1903), полковник (1907), генерал-майор (1916).
Состоял при Виленском и Петербургском военных округах. В 1899—1901 годах состоял старшим адъютантом штаба 23-й пехотной дивизии. В 1901 году был назначен помощником делопроизводителя, а в 1903 году — делопроизводителем генерал-квартирмейстера Главного Штаба. В 1903—1904 годах — столоначальник Главного Штаба.
Служил помощником начальника отделения Главного Штаба (1904—1905) и ГУГШ (1905—1906). 1 мая 1906 года назначен делопроизводителем ГУГШ. В 1909 году провёл экспертизу плана развёртывания германской армии, подброшенного германской разведкой для дезинформации и определил его фальшивость.
В 1914 году занял должность начальника 5-го делопроизводства управления генерал-квартирмейстера Штаба Верховного Главнокомандующего, с июля того же года — и.д. генерала для делопроизводства и поручений управления генерал-квартирмейстера при Верховном Главнокомандующем. 8 ноября 1917 сменил Дитерихса на посту генерал-квартирмейстера Ставки ВГК.
По политическим взглядам был монархистом. Перешедший на сторону Советской власти генерал Бонч-Бруевич так описывал Скалона в своих мемуарах:

Выбор мой мог показаться парадоксальным — офицер лейб-гвардии Семёновского полка Скалон был известен в Ставке как ярый монархист. Но работал он в разведывательном управлении, был серьёзным и отлично знающим военное дело офицером и с этой точки зрения имел безупречную репутацию. К тому же мне казалось, что непримиримое его отношение ко всему, что хоть чуть-чуть было левее абсолютной монархии, должно было заставить его с особой остротой относиться к переговорам о перемирии и потому отлично выполнить моё поручение — подробно и тщательно осведомлять Ставку о ходе переговоров.

## Самоубийство в Брест-Литовске
В ноябре 1917 года был назначен военным консультантом на мирных переговорах в Брест-Литовске, где должен был возглавить комиссию по перемирию. Консультанты прибыли в город 29 ноября в час дня, и через несколько часов Скалон совершил самоубийство: во время частного совещания, которое началось в три часа дня, он вышел в отведённую ему комнату за картой и, встав перед зеркалом, застрелился.
По воспоминаниям ещё одного члена военной консультации подполковника Джона Гуговича Фокке, на столе была оставлена предсмертная записка: «Могилёв. Анне Львовне Скалон. Прощай, дорогая, ненаглядная Анюта, не суди меня, прости, я больше жить не могу, благословляю тебя и Надюшу. Твой до гроба Володя».
Назначенное на 17 часов совещание было отменено. Немцы отнеслись к покойному с большим уважением. На следующий день генерал Гофман открыл переговоры, выразив соболезнования по поводу трагической гибели русского генерала. Возле гроба с телом покойного, установленного в Свято-Николаевском гарнизонном соборе, был выставлен почётный караул, а в Брест из Белостока экстренным поездом прибыли священник, диакон и церковный хор.
Были устроены торжественные, с воинскими почестями похороны, на которые пришёл почти весь германский штаб во главе с принцем Леопольдом Баварским, а также представители других договаривавшихся сторон. После выноса гроба принц Леопольд произнёс короткую траурную речь, а ландштурмисты произвели несколько салютных залпов.
Занявший место Скалона генерал Самойло, впоследствии — военспец, считал, что причиной самоубийства стало «развратное поведение жены Скалона», о котором тому якобы написал кто-то из знакомых. В воспоминаниях Бонч-Бруевича высказывается другая версия: Скалон был поражён заносчивыми требованиями и наглым поведением немецких генералов.
По мнению Фокке, Скалон, как и другие русские офицеры, был подавлен из-за унизительного поражения, развала армии и падения страны. Так же истолковали самоубийство и немцы: Самойло вспоминал, что на следующий день после трагедии генерал Гофман приветствовал его словами: «А! Значит, вы назначены замещать бедного Скалона, которого уходили ваши большевики! Не вынес, бедняга, позора своей страны! Крепитесь и вы!» Эту же причину повторяют в своих мемуарах барон Будберг и граф Игнатьев.
Советское правительство выразило соболезнования вдове генерала и назначило пенсию его малолетней дочери.
В 1939 году в эмигрантской газете «Наше дело» (выпуск от 25 февраля) было опубликовано ранее неизвестное письмо Скалона, которое, как утверждалось, было написано перед выездом в Брест-Литовск (историки считают его фальшивкой):

«Петроград, 27.XI.1917 г.

Мой дорогой Н. Н.!

Не удивляйся, что я пишу Вам, а не кому-нибудь из людей более близких. В теперешний момент „дружба“ стала вещью более серьёзной, чем та, которую мы знали в окопах или кавалерийских атаках… Вот что я хочу сказать Вам — очень коротко и, выражая Вам заранее свою благодарность, если Вы захотите сберечь это письмо. Это искреннее объяснение со стороны человека, который готовит совершить „прыжок в неизвестность“. Троцкий только что предложил мне, в Смольном, отправиться в Брест консультантом при большевистской делегации, чтобы давать „советы“ во время переговоров о перемирии, а затем и о мире. Поручение это глубоко мне противно. Я знаю, что речь идёт просто об отвратительной комедии. „Перемирие“ уже заключено: наши солдаты просто-напросто уходят с фронта, убивая собственных офицеров и грабя, и продают свои ружья и даже пушки немцам за бутылку рома или коробку сигар. Мир, он тоже будет продиктован немцами, то есть немцы диктуют, а большевики только исполняют задание… Я был осведомлён об этом по данным нашей разведки и разведок французской и английской. Таким образом, я знаю, куда я иду и с кем я иду. Но я задаю себе вопрос: если я откажусь, тот, кто заменит меня, будет ли он, по крайней мере, иметь достаточно мужества, чтобы не прикрыть измену подписью русского офицера? У меня этого мужества найдётся. Даю Вам слово, что это так. С другой стороны, в Смольном, по-видимому, не все и не совсем единодушны. После моего разговора с Троцким, у меня создалось впечатление, что он хотел бы „надуть“ немцев, „тянуть“ и попытаться не „подписать“. Но Ленин и его присные — Зиновьев, Подвойский, Сталин, Крыленко и прочие, за мир во что бы то ни стало, чтобы избежать риска быть выгнанными самими же немцами оттуда, куда их немцы посадили. Я даже задаю себе вопрос: почему это Ленин поручил переговоры Троцкому? Но впрочем, всё это сейчас уже сравнительно лишь очень маловажно… Существенно то, что я еду в Брест. бог знает, возвращусь ли я. Не судите меня слишком строго. Уверяю Вас, что я еду туда лишь потому, что хочу ещё, если это ещё возможно, послужить России.

Ваш В. Скалон»

## Семья
Незадолго до войны женился на княгине Анне Львовне Львовой (?—1952). Их дети:
- Надежда, (1915—1977)
- Нина (1918), умерла ребёнком

## В литературе
- Дмитрий Галковский посвятил Скалону статью «Подвиг Скалона», в которой утверждал, что «если бы победили белые, сейчас имя Скалона знал бы каждый русский школьник, его именем называли бы улицы и площади, ему поставили бы памятники. Ведь это и есть классический геройский поступок: сознательная гибель одиночки во имя торжества общей справедливости».

## Киновоплощения
- «Чичерин» (1986, реж. А. Зархи): роль полковника Скопина, прототипом которого является генерал Скалон, исполнил Анатолий Ромашин.
- Сериал «Троцкий» (2017, реж. А. Котт, К. Статский): роль Скалона сыграл Сергей Безруков.
- Сериал «Крылья Империи» (2017, реж. И.Копылов): роль генерала, прототипом которого является генерал Скалон, исполнил Дмитрий Сутырин.

## Награды
- Орден Святого Станислава 3-й ст. (1901)
- Орден Святой Анны 3-й ст. (1904)
- Орден Святого Станислава 2-й ст. (1906)
- Орден Святого Владимира 4-й ст. (1910)
- Орден Святого Владимира 3-й ст. (1913)
- Подарок с вензелевым изображением Имени Его Императорского Величества (1915)